# Defensa de pánico gay
La defensa de pánico gay es un instrumento jurídico y dispositivo retórico para defender a perpetradores de crímenes de odio, cargos de lesiones y asesinato. Esto le permite al acusado alegar que encontró las insinuaciones sexuales de la víctima tan ofensivas o aterradoras que provocaron una reacción en defensa propia, con capacidad disminuida o demencia temporal, circunstancia exculpatoria o atenuante.
Esta defensa se sustenta en el pánico homosexual, un término pseudocientífico del siglo XX que se le atribuye al psicólogo Edward J. Kempf, que se define como "una reacción violenta de tipo sicótica causada por una conducta homosexual". Se incluyó brevemente en el DSM-1 como término complementario en el Apéndice C, pero luego fue eliminado y no volvió a aparecer en ninguna edición posterior del DSM y, por lo tanto, la Asociación Estadounidense de Psiquiatría no lo considera una afección diagnosticable. El pánico homosexual es rechazado por las organizaciones médicas, psicológicas y psiquiatras por no tener fundamento científico.

## Fuente y bibliografía
- Kosofsky Sedgwick, Eve (1998 [1990]). «La bestia del armario. James y el pánico homosexual». Epistemología del armario. Barcelona: Ediciones de la Tempestad. pp. 240-280. ISBN 8479480343.

- Datos: Q3707361